# Nagakute

Nagakute (長久手市 Nagakute-shi?) este un municipiu din Japonia, prefectura Aichi.